# Brachyscleroma albipetiolata
Brachyscleroma albipetiolata là một loài tò vò trong họ Ichneumonidae.